# Gustave Bouchardat
Gustave Bouchardat (* 4. Juni 1842 in Paris; † 22. November 1918 ebenda) war ein französischer Chemiker und Mediziner.
Sein Vater war der Arzt und Apotheker Apollinaire Bouchardat, der als Professor für Hygiene in Paris wirkte und grundlegende Beiträge zur Behandlung des Diabetes mellitus leistete.
Bouchardat war ein Schüler von Marcellin Berthelot. Seine Arbeitsgebiete waren u. a. die Naturstoffchemie und labormedizinische Untersuchungen. Durch Erhitzen von Isopren mit Salzsäure stellte er 1880 erstmals synthetisches Gummi her. 1892 wurde ihm von der Académie des sciences der Jecker-Preis verliehen.